# Marta Cavalli
Marta Cavalli (Cremona, 27 de fevereiro de 1998) é uma desportista italiana que compete no ciclismo nas modalidades de pista e rota.
Ganhou duas medalhas no Campeonato Europeu de Ciclismo em Pista, prata em 2018 e bronze em 2019, ambas na prova de perseguição por equipas. Nos Jogos Europeus de 2019 obteve duas medalhas, ouro em perseguição por equipas e prata em perseguição individual.

## Medalheiro internacional
| Jogos Europeus     | Jogos Europeus             | Jogos Europeus    | Jogos Europeus          |
| Ano                | Lugar                      | Medalha           | Competição              |
| ------------------ | -------------------------- | ----------------- | ----------------------- |
| 2019               | Minsk ( Bielorrússia)      | Medalha de ouro   | Perseguição por equipas |
| 2019               | Minsk ( Bielorrússia)      | Medalha de prata  | Perseguição individual  |
| Campeonato Europeu |                            |                   |                         |
| Ano                | Lugar                      | Medalha           | Competição              |
| 2018               | Glasgow ( Reino Unido)     | Medalha de prata  | Perseguição por equipas |
| 2019               | Apeldoorn ( Países Baixos) | Medalha de bronze | Perseguição por equipas |

## Palmarés
- 2018
  - Campeonato da Itália em Estrada  [2]

- 2019
  - 1 etapa do Giro delle Marche in Rosa[3]